# Xiao Guodong
Xiao Guodong (en chino: 肖国栋; n. Chongqing, 10 de febrero de 1989) es un jugador de snooker chino.

## Biografía
Nació en la ciudad china de Chongqing en 1989. Es jugador profesional de snooker desde 2007. No se ha proclamado campeón de ningún torneo de ranking, aunque sí ha sido subcampeón en dos ocasiones: en la final del Masters de Shánghai de 2013 cayó derrotado (6-10) ante su compatriota Ding Junhui y en la del Snooker Shoot Out de 2017 perdió frente a Anthony McGill. También ha logrado tejer una tacada máxima, que llegó en un partido de las rondas clasificatorias del Abierto de Escocia de 2021.